# Epimastidia inops
Epimastidia inops är en fjärilsart som beskrevs av Felder 1860. Epimastidia inops ingår i släktet Epimastidia och familjen juvelvingar. Inga underarter finns listade i Catalogue of Life.

## Bildgalleri

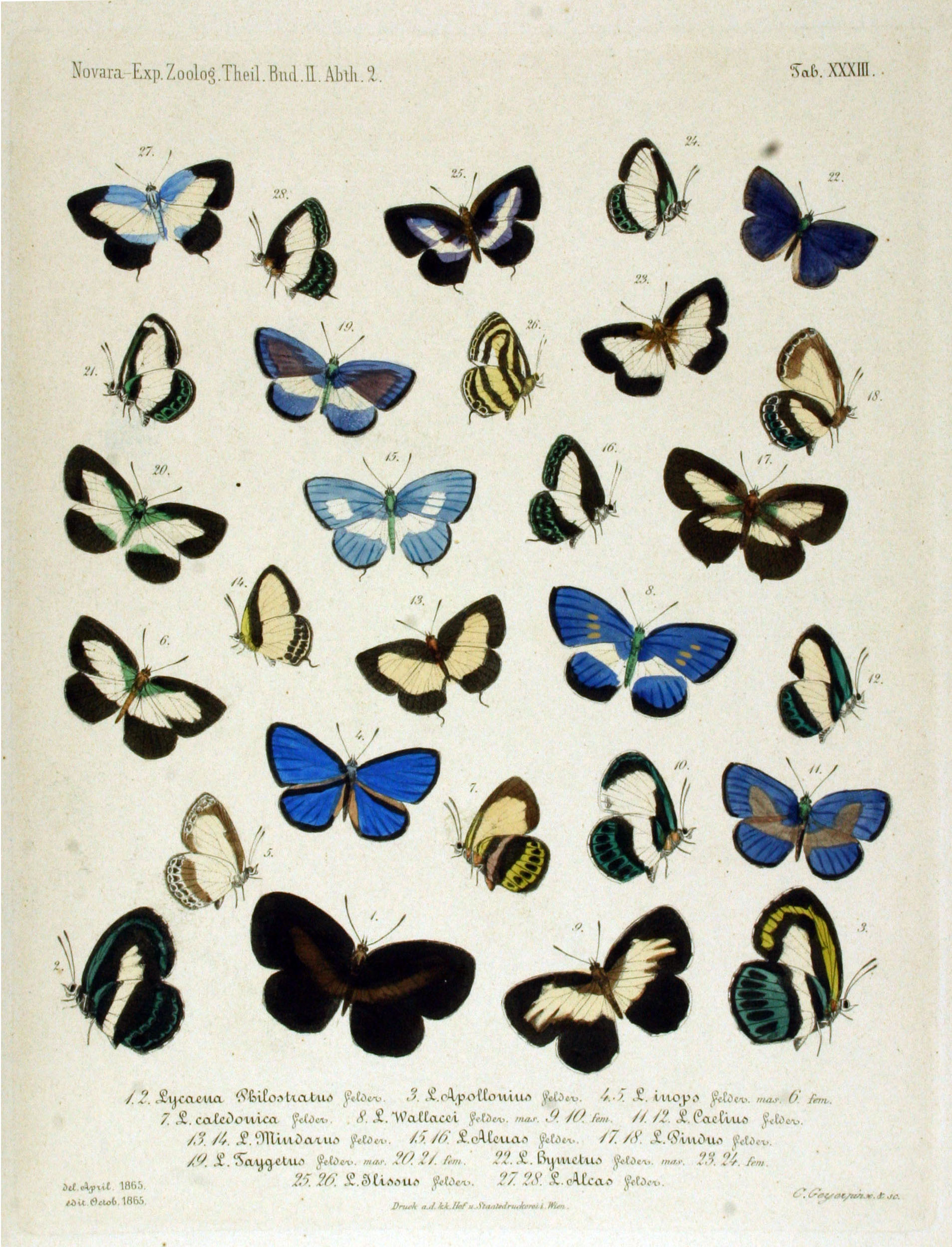